# Panagiotis Glikos
Panagiotis Glikos (grekiska: Παναγιώτης Γλύκος), född 3 juni 1986, är en grekisk fotbollsmålvakt som spelar för Apollon Larissa.

## Karriär
Glikos värvades av PAOK år 2007 från Olympiakos Volou som spelade i den tredje divisionen.